# 7403 Choustník
A 7403 Choustník (ideiglenes jelöléssel 1988 AV1) a Naprendszer kisbolygóövében található aszteroida. Antonín Mrkos fedezte fel 1988. január 14-én.